# مراقبت (فیلم)
مراقبت (هندی: Krodh) یک فیلم اکشن-درام هندی محصول سال ۲۰۰۰ به کارگردانی و تهیه‌کنندگی آشوک هوندا است. سونیل شتی و رمبها در نقش‌های اصلی بازی می‌کنند. این فیلم بازسازی فیلم مالایایی هیتلر در سال ۱۹۹۶ با بازی مموتی و شوبانا است. در باکس آفیس، به‌طور متوسط درآمد فروش داشت.

## داستان
کارن (به‌دلیل عصبانیتش به هیتلر معروف است) مسئولیت مراقبت از پنج خواهر کوچکتر را بر عهده دارد و این کار را با فداکاری، محبت و پشتکار انجام می‌دهد. وقتی زمان ازدواج خواهرانش فرا می‌رسد، تصمیم می‌گیرد یکی یکی آن‌ها را ازدواج دهد. اما همه‌چیز برای خواهر اول، آشا، خوب پیش نرفت و در نتیجه باعث ناراحتی بقیه خواهران شد. بعد خواهر دوم، سیما، عاشق راج ورما، که کارن از او متنفر است و اجازه نمی‌دهد سیما را ملاقات کند، اما آن‌ها خودشان بی‌خبر از همه ازدواج می‌کنند. وقتی پدرشان، زندانی سابق، بالوانت، توسط گانگسترهای رقیب هدف گلوله قرار می‌گیرد و در بیمارستان بستری می‌شود، کارن هیچ کمکی نمی‌کند. کارن به‌دیدن پدر در حال مرگش می‌رود و از او رازی را می‌فهمد که زندگی و دیدگاه او را برای همیشه تغییر می‌دهد.

## بازیگران
- سونیل شتی در نقش کارن
- رمبها در نقش پوجا ورما
- جانی لور در نقش پریم
- آپوروا آگنیهوتری در نقش راج ورما
- قادر خان در نقش بالوانت
- موهان جوشی در نقش آدوکات ورما
- ساکشی شیواناند در نقش سیما
- آنجانا ممتاز در نقش خانم ورما
- هریش پتل در نقش رامبائو
- رامی ردی در نقش کاور
- هیمانی شیوپوری در نقش سیتا